# Гетто в Миорах
Гетто в Мио́рах (лето 1941 — 2 июня 1942) — еврейское гетто, место принудительного переселения евреев города Миоры Витебской области и близлежащих населённых пунктов в процессе преследования и уничтожения евреев во время оккупации территории Белоруссии войсками нацистской Германии в период Второй мировой войны.

## Оккупация Миор и создание гетто
В 1939 году в Миорах из примерно 800 жителей почти 600 составляли евреи.
Миоры были захвачены немецкими войсками 3 июля 1941 года, и оккупация продлилась 3 года — до 4 июля 1944 года. Эвакуироваться до прихода немцев почти никто не успел.
После оккупации в Миорах был учрежден юденрат, возглавить который нацисты принудили Менахема Шейнера. Реализуя нацистскую программу уничтожения евреев, немцы создавали гетто почти во всех городах и населённых пунктах Беларуси, где проживало еврейское население. Так и в Миорах оккупанты организовали гетто, куда согнали также и евреев из близлежащих деревень.
Под гетто оккупанты отвели часть домов на площади местечка. В гетто люди страдали и умирали от голода, болезней и постоянных издевательств. Председатель юденрата не мог оказать узникам гетто никакой помощи, и под страхом смерти был вынужден исполнять приказы нацистов.

## Уничтожение гетто
2 июня 1942 года айнзатцкоманда из Глубокого согнала всех узников гетто на площадь. Их уложили лицом к земле, а потом перегнали в гумно и склады, откуда на грузовиках отвозили к месту расстрела. Там евреев группами отводили к заранее вырытой расстрельной яме, через которую были переброшены несколько досок. Яма находилась на еврейском кладбище рядом с урочищем Крюковка в 1 км от Миор. Сейчас территория около мясокомбината.
Обреченным людям приказывали раздеться и идти по этим доскам. В это время в них стреляли — в яму падали и убитые, и раненые, и вообще не задетые пулями люди, а сверху на них падали тела следующих жертв. Яма была окружена полицией. Немцы заранее предупредили местных жителей, что если евреи будут убегать, то за помощь в их поимке будут давать по два пуда соли за каждого схваченного.
Когда евреев гнали к ямам, некоторые из них выбрасывали по дороге семейные фотографии и документы, которые хранили до последнего момента, в надежде, что эти бумаги подберут и когда-нибудь передадут спасшимся или вернувшимся с фронта родным.

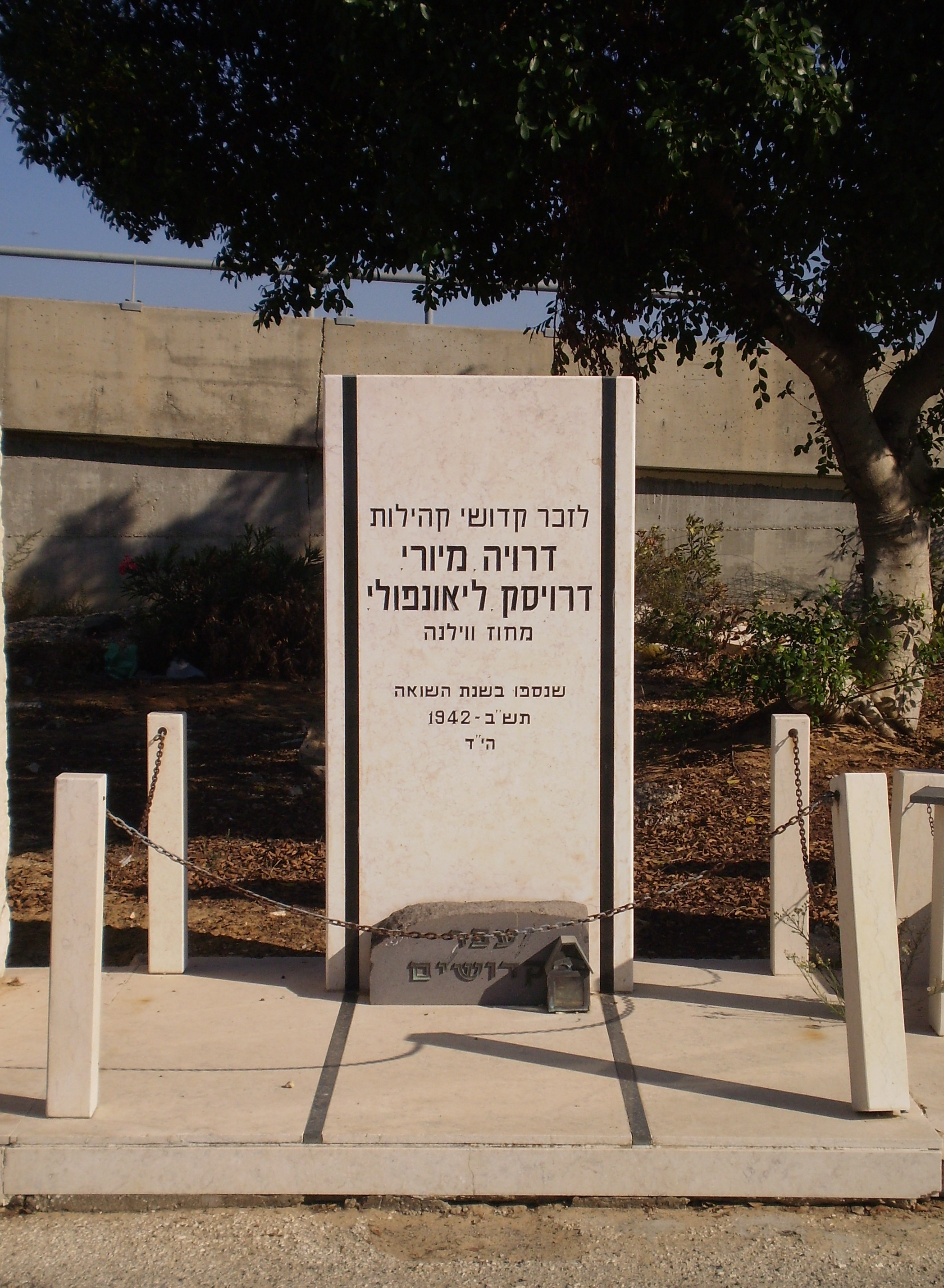
Символический памятник уничтоженным во время Холокоста еврейским общинам в Друе, Миорах, Друйске и Леонполе на мемориальном кладбище в Холоне

Почти трое суток после расстрела земля на могиле шевелилась, потому что среди засыпанных людей были ещё живые. Из-под насыпанной земли текла кровь, и немцы несколько дней заставляли крестьян возить на подводах землю и дополнительно засыпать яму.
В тот день, 2 июня 1942 года, во время «акции» (таким эвфемизмом нацисты называли организованные ими массовые убийства) были расстреляны 779 (669) евреев (около 1300).
Впоследствии рядом с этим местом немцы убивали цыган.
Также были убиты все евреи в расположенных рядом деревнях Блошники (теперь Калиновое) (Язненский сельсовет), Леонполь (Узмёнский сельсовет) и на хуторе Липово-2 (Узмёнский сельсовет).
Массовыми убийствами евреев в Миорах и районе руководили: комендант жандармерии Куба, его помощники Шур, Франке Вильгельм, лейтенант Эрнст Бродский, жандармы Гамбер и Трам, и другие.

## Случаи спасения
2 июня 1942 года часть евреев гетто предприняли массовую попытку побега. В донесении гебитскомиссара города Глубокое генеральному комиссару Беларуси об уничтожении евреев от 1 июля 1942 года говорится, что «2 июня 1942 года расстреляно 779 евреев из гетто в г. Миоры. Узники предприняли массовую попытку побега из гетто, и 70-80 из них удалось бежать». Среди сбежавших — уроженцы Миор Кайданов Нахум Берович (1931 года рождения) и Люлинский Израиль Иосифович (1935 года рождения). В числе других евреев они два года скрывались в лесу и спаслись.
Часть из сбежавших во время расстрела — 43 человека — пришли в партизанские отряды.

## Память
Всего в период оккупации в Миорах были убиты более 2000 евреев — как местных, так и из соседних деревень, местечек и хуторов.
Сразу после освобождения житель Миор, бывший узник гетто и партизан Люлинский Израиль Иосифович составил список погибших евреев из 669 человек. В 1988 году на его средства и его стараниями на месте убийства миорских евреев был установлен памятник.
На сегодняшний день известны фамилии более 800 погибших евреев.
В конце 1950-х — начале 1960-х годов во время строительства Миорского мясокомбината значительную часть еврейского кладбища снесли. В эти же годы родственники погибших в гетто собрали деньги и на могиле жертв геноцида евреев установили обелиск. От старого кладбища осталось только несколько надгробных камней, которые положили рядом с памятником. Место огородили забором.